# سباق باريس روبيه 1996
طواف باريس 1996 هو سباق دراجات هوائية أقيم بتاريخ أبريل 14، تكون السباق من مرحلة واحدة، وامتدّ لمسافة 263.5 كم، وبسرعة 43.315 كم/س، استغرق السباق 6 ساعات و05 دقيقة. فاز به البلجيكي يوهان موسيو.

## الترتيب
| م                     | الدرّاج      | البلد  | الزمن                       |
| --------------------- | ----------- | ------ | --------------------------- |
| الفائز بالترتيب العام | يوهان موسيو | بلجيكا | 6 ساعات و05 دقيقة و00 ثانية |